# Leslie West
Leslie West, född Leslie Weinstein 22 oktober 1945 i New York, död den 22 december 2020 i Palm Coast, Florida, var en amerikansk gitarrist och sångare. Han var medlem i rockbandet Mountain och spelade tidigare även med banden The Vagrants och West, Bruce & Laing. Därtill gav han ut ett antal skivor som soloartist.

## Diskografi (urval)

### Solo
Album
- 1969 – Mountain
- 1975 – The Great Fatsby
- 1976 – The Leslie West Band
- 1988 – Theme
- 1989 – Alligator
- 1993 – Live
- 1994 – Dodgin' the Dirt
- 1999 – As Phat as It Gets
- 2003 – Blues to Die For
- 2004 – The Robin Hood 16th June 2000: Live
- 2004 – Dingwall's London 17th May 1998: Live
- 2005 – Guitarded
- 2005 – Got Blooze
- 2006 – Blue Me
- 2007 – Jumpin' at the Woodside
- 2011 – Unusual Suspects
- 2013 – Still Climbing
- 2015 – Soundcheck

Singlar/EPs
- 2003 – "Dusty Turnaround"

DVD'er
- 2002 – Big Phat Ass Guitar